# 대한민국 상공부
상공부(商工部)는 상업·물자 행정·물가 행정·무역·광업·연료·수산·전기·공업·도량형 및 특허에 관한 사무를 관장하는 대한민국의 옛 중앙행정기관이다. 1948년 7월 17일 정부 수립과 함께 발족하였으며 1993년 3월 5일 동력자원부와 통합하여 상공자원부로 개편되면서 폐지되었다.

## 설치 근거 및 소관 업무
- 정부조직법 [법률 제1호, 1948.07.17 제정] 제14조 및 제22조[1]
- 상공부직제 [대통령령 제24호, 1948.11.04 제정] 제1조[2]

## 연혁
- 1948년 7월 17일 - 상공부를 신설.
- 1973년 1월 16일 - 외청으로 공업진흥청과 공업단지관리청을 설치.
- 1977년 3월 12일 - 공업단지관리청을 폐지. 외청으로 특허청을 설치.
- 1993년 3월 5일 - 동력자원부와 통합하여 상공자원부를 신설.

## 조직
| - 감사관 ( 1977.09 ~ 1993.03 ) - 감사관 ( 1970.04 ~ 1973.01 ) - 경리과 ( 1948.11 ~ 1955.02 ) - 공보관 ( 1973.03 ~ 1993.03 ) - 공보담당관 ( 1970.04 ~ 1973.03 ) - 공업국 ( 1948.11 ~ 1962.06 ) - 공업기획국 ( 1973.01 ~ 1977.03 ) - 공업단지국 ( 1977.03 ~ 1981.11 ) - 공업제1국 ( 1962.06 ~ 1973.01 ) - 공업제2국 ( 1962.06 ~ 1973.01 ) - 공업진흥관 ( 1969.12 ~ 1973.01 ) - 광무국 ( 1948.11 ~ 1978.01 ) | - 국립공업연구소 ( 1961.10 ~ 1973.01 ) - 국립광업연구소 ( 1967.04 ~ 1973.01 ) - 국립지질조사소 ( 1961.10 ~ 1973.01 ) - 국제협력관 ( 1987.05 ~ 1993.03 ) - 기계공업국 ( 1978.07 ~ 1993.03 ) - 기계공업국 ( 1973.01 ~ 1978.01 ) - 기초공업국 ( 1981.11 ~ 1993.03 ) - 기초공업국 ( 1978.01 ~ 1978.07 ) - 기획관리실 ( 1963.12 ~ 1993.03 ) - 기획조정관 ( 1961.10 ~ 1963.09 ) - 동력개발국 ( 1973.01 ~ 1978.01 ) - 동력국 ( 1968.07 ~ 1973.01 ) | - 마산수출자유지역관리소 ( 1973.01 ~ 1993.03 ) - 마산수출자유지역관리청 ( 1970.03 ~ 1973.01 ) - 무역국 ( 1948.11 ~ 1950.04 ) - 무역위원회 ( 1987.07 ~ 1993.03 ) - 무역조사관 ( 1987.05 ~ 1990.04 ) - 비상계획관 ( 1987.05 ~ 1993.03 ) - 비서실 ( 1948.11 ~ 1950.04 ) - 산업정책관 ( 1981.11 ~ 1985.07 ) - 산업정책국 ( 1985.07 ~ 1993.03 ) - 상무국 ( 1948.11 ~ 1950.04 ) - 상역국 ( 1950.04 ~ 1993.03 ) - 섬유공업국 ( 1973.01 ~ 1981.11 ) | - 섬유생활공업국 ( 1981.11 ~ 1993.03 ) - 수산국 ( 1948.11 ~ 1955.02 ) - 유통경제관 ( 1970.04 ~ 1973.01 ) - 이리수출자유지역관리소 ( 1974.12 ~ 1993.03 ) - 전기국 ( 1948.11 ~ 1968.07 ) - 전자전기공업국 ( 1978.07 ~ 1991.11 ) - 전자정보공업국 ( 1991.11 ~ 1993.03 ) - 정밀공업국 ( 1978.01 ~ 1978.07 ) - 중공업국 ( 1973.01 ~ 1978.07 ) - 중소기업국 ( 1968.07 ~ 1993.03 ) - 중앙계량국 ( 1961.08 ~ 1973.01 ) - 중앙공업연구소 ( 1949.04 ~ 1961.10 ) | - 중앙도량형소 ( 1949.04 ~ 1961.08 ) - 중앙수산검사소 ( 1949.06 ~ 1955.02 ) - 중앙수산시험장 ( 1949.04 ~ 1955.03 ) - 중앙지질광물연구소 ( 1949.04 ~ 1961.10 ) - 총무과 ( 1950.03 ~ 1963.12 ) - 통상진흥관 ( 1969.12 ~ 1970.10 ) - 통상진흥국 ( 1970.10 ~ 1993.03 ) - 통상협력관 ( 1987.05 ~ 1991.11 ) - 통상협력국 ( 1991.11 ~ 1993.03 ) - 특허국 ( 1949.05 ~ 1977.03 ) - 표준국 ( 1961.10 ~ 1973.01 ) - 화학공업국 ( 1973.01 ~ 1981.11 ) |

### 외청
- 공업진흥청
- 특허청

## 역대 장·차관

### 상공부 장관
| 정부        | 대수           | 이름                                | 임기                                | 출신지                     | 출신학교 | 비고 |
| ----------- | -------------- | ----------------------------------- | ----------------------------------- | -------------------------- | --- | --- |
| 제 1 공화국 | 초대           | 임영신(任永信)                      | 1948년 8월 4일 ~ 1949년 6월 6일     | 전북 금산 (현 충남 금산)   | 미국 남캘리포니아주립대 | 중앙대 총장&제헌·2대 국회의원&중앙문화학원 이사장&한국부인회장&대한교육연합회장                                  |
| 제 1 공화국 | 2대            | 윤보선(尹潽善)                      | 1949년 6월 6일 ~ 1950년 5월 9일     | 충남 아산                  | 영국 에딘버러대 | 제4대 대통령&서울특별시장&국정자문회의 의장&제3·4·5·6대 국회의원&민주당 최고위원&대한적십자사 총재               |
| 제 1 공화국 | 3대            | 김훈(金勳)                          | 1950년 5월 9일 ~ 1952년 3월 27일    | 경기 부천                  | 미국 시카고디플대 | 기획처장&제4·5대 국회의원&주 필리핀 대사                                                                         |
| 제 1 공화국 | 4대            | 이교선(李敎善)                      | 1952년 3월 27일 ~ 1952년 11월 6일   | 경기 안성                  | 일본 릿쿄대 | 서울대 부총장&제2·5대 국회의원                                                                                   |
| 제 1 공화국 | 5대            | 이재형(李載灐)                      | 1952년 11월 6일 ~ 1953년 10월 7일   | 경기 시흥                  | 일본 주오대 | 국정자문회의 위원&제헌·2·4·5·7·11·12대 국회의원&민주정의당 대표위원&국회 재정경제위원회 위원장&국회의장          |
| 제 1 공화국 | 6대            | 안동혁(安東赫)                      | 1953년 10월 7일 ~ 1953년 10월 7일   | 한양 (현 서울)             | 일본 규슈대 | 한양대 교수&서울대 교수                                                                                          |
| 제 1 공화국 | 7대            | 박희현(朴熙賢)                      | 1954년 6월 30일 ~ 1954년 7월 5일    | 평북 박천                  | 신의주고교 | 재무부 차관&재무부 장관                                                                                          |
| 제 1 공화국 | 8대            | 강성태(姜聲邰)                      | 1954년 7월 5일 ~ 1955년 9월 19일    | 경기 양주                  | 서울대 | 재무부 차관&제4대 국회의원&한국무역협회장&대한어민회장                                                           |
| 제 1 공화국 | 9대            | 김일환(金一煥)                      | 1955년 9월 16일 ~ 1958년 8월 27일   | 강원 철원                  | 중국 군경리학교 | 국방부 차관&내무부 장관&교통부 장관&국제관광공사 총재&재향군인회장&한국전력공사 사장                             |
| 제 1 공화국 | 10대           | 구용서(具鎔書)                      | 1958년 8월 27일 ~ 1960년 4월 8일    | 경남 부산 (현 경남과 분리) | 일본 히토쓰바시대 | 한국은행 총재&한국산업은행 총재&대한석탄공사 총재                                                                |
| 제 1 공화국 | 11대           | 김영찬(金永燦)                      | 1960년 4월 8일 ~ 1960년 4월 28일    | 경기 개성                  | 연세대 | 한국산업은행 총재                                                                                                |
| 제 1 공화국 | 12대           | 전택보(全澤珤)                      | 1960년 4월 28일 ~ 1960년 6월 2일    | 함남 문천                  | 일본 고베대 | 대한상공회의소장&대한YMCA 이사장&천우사 사장                                                                     |
| 제 1 공화국 | 13대           | 오정수(吳禎洙)                      | 1960년 6월 2일 ~ 1960년 7월 1일     | 평남 강서                  | 미국 매사추세츠공과대 | 체신부 장관 |
| 제 2 공화국 | 14대           | 이태용(李泰鎔)                      | 1960년 8월 23일 ~ 1960년 9월 12일   | 충북 단양                  | 서울대 | 제3·4·5·6대 국회의원                                                                                             |
| 제 2 공화국 | 15대           | 주요한(朱耀翰)                      | 1960년 9월 12일 ~ 1961년 5월 3일    | 평남 평양 (현 평남과 분리) | 중국 후장대 | 부흥부 장관&제4·5대 국회의원&대한무역협회장&국제문제연구소장                                                     |
| 제 2 공화국 | 16대           | 태완선(太完善)                      | 1961년 5월 3일 ~ 1961년 5월 18일    | 경남 하동                  | 서울대 | 건설부 장관&경제부총리&제2·5·10대 국회의원&대한상공회의소 회장                                                   |
| 제 2 공화국 | 17대           | 정래혁(丁來赫)                      | 1961년 5월 20일 ~ 1962년 7월 10일   | 전남 곡성                  | 일본 육사&육사 | 육사 교장&국방부 장관&제9·10·11대 국회의원&민주정의당 대표위원&국회 국방위원회 위원장&국회의장&한국전력공사 사장 |
| 제 2 공화국 | 18대           | 유창순(劉彰順)                      | 1962년 7월 10일 ~ 1963년 2월 8일    | 평남 안주                  | 미국 헤이스팅스대 | 외자청장&경제기획원 장관&국무총리&한국은행 총재&전국경제인연합회장&롯데제과 회장&호남석유화학 회장               |
| 제 2 공화국 | 19대           | 박충훈(朴忠勳)                      | 1963년 2월 8일 ~ 1963년 8월 10일    | 전남 제주 (현 제주 제주)   | 일본 도시샤대 | 상공부 차관&경제부총리&대통령 권한대행&한국무역협회장&한국과학기술연구소 이사장                                  |
| 제 2 공화국 | 20대           | 김훈(金勳)                          | 1963년 8월 10일 ~ 1963년 12월 16일  | 경기 부천                  | 미국 시카고디플대 | 기획처장&제4·5대 국회의원&주 필리핀 대사                                                                         |
| 제 3 공화국 | 21대           | 이병호(李丙虎)                      | 1963년 12월 17일 ~ 1964년 5월 11일  | 황해 금천                  | 일본 교토대 | 기획처 예산국장&내무부 차관&상공부 차관                                                                          |
| 제 3 공화국 | 22대           | 박충훈(朴忠勳)                      | 1964년 5월 11일 ~ 1967년 10월 3일   | 전남 제주 (현 제주 제주)   | 일본 도시샤대 | 상공부 차관&경제부총리&대통령 권한대행&한국무역협회장&한국과학기술연구소 이사장                                  |
| 제 3 공화국 | 23대           | 김정렴(金正濂)                      | 1967년 10월 3일 ~ 1969년 10월 20일  | 경기 경성 (현 서울)        | 일본 오이타대 | 대통령비서실장&상공부 차관&재무부 차관&재무부 장관&주 일본 대사                                                  |
| 제 3 공화국 | 24대           | 이낙선(李洛善)                      | 1969년 10월 20일 ~ 1973년 12월 2일  | 경북 안동                  | 동아대 | 국세청장&건설부 장관                                                                                             |
| 제 4 공화국 | 24대           | 이낙선(李洛善)                      | 1969년 10월 20일 ~ 1973년 12월 2일  | 경북 안동                  | 동아대 | 국세청장&건설부 장관                                                                                             |
| 25대        | 장예준(張禮準) | 1973년 12월 2일 ~ 1977년 12월 19일  | 황해 봉산                           | 서울대                     | 경제기획원 차관&건설부 장관&동력자원부 장관&주 사우디아라비아 대사&국민은행 이사장&대한건설진흥회장                         | |
| 26대        | 최각규(崔珏圭) | 1977년 12월 19일 ~ 1979년 12월 13일 | 강원 강릉                           | 서울대                     | 강원도지사&농수산부 장관&경제부총리&제13대 국회의원                                                                         | |
| 27대        | 정재석(丁渽錫) | 1979년 12월 13일 ~ 1980년 7월 5일   | 전북 장수                           | 서울대                     | 건설부 차관&경제기획원 차관&교통부 장관&경제부총리                                                                          | |
| 28대        | 신병현(申秉鉉) | 1980년 7월 5일 ~ 1980년 9월 2일     | 황해 장연                           | 일본 후쿠시마대            | 경제부총리&한국은행 총재&한국무역협회장                                                                                     | |
| 29대        | 서석준(徐錫俊) | 1980년 9월 2일 ~ 1982년 5월 21일    | 경북 성주                           | 서울대                     | 행정조정실장&경제기획원 차관&경제부총리                                                                                     | |
| 29대        | 서석준(徐錫俊) | 1980년 9월 2일 ~ 1982년 5월 21일    | 경북 성주                           | 서울대                     | 행정조정실장&경제기획원 차관&경제부총리                                                                                     | 제 5 공화국 |
| 30대        | 김동휘(金東輝) | 1982년 5월 21일 ~ 1983년 10월 9일   | 경남 양산                           | 서울대                     | 외무부 차관&주 이란 대사 | |
| 31대        | 금진호(琴震鎬) | 1983년 10월 15일 ~ 1986년 8월 27일  | 경북 영주                           | 서울대                     | 국무총리비서실장&상공부 중소기업국장·섬유공업국장·광무국장·기획관리실장&상공부 차관&제14대 국회의원&국제무역경영연구소 회장 | |
| 32대        | 나웅배(羅雄培) | 1986년 8월 27일 ~ 1988년 2월 25일   | 경기 경성 (현 서울)                 | 서울대                     | 아주대 총장&경제부총리&통일부총리&제11·12·13·14대 국회의원&해태제과 사장                                                    | |
| 노태우 정부 | 33대           | 안병화(安秉華)                      | 1988년 2월 25일 ~ 1988년 12월 5일   | 경기 경성 (현 서울)        | 서울대 | 한국전력공사 사장&한국에너지협의회장&한국원자력산업회의 회장&포항제철 사장                                       |
| 노태우 정부 | 34대           | 한승수(韓昇洙)                      | 1988년 12월 5일 ~ 1990년 3월 19일   | 강원 춘천                  | 연세대 | 대통령비서실장&경제부총리&무역위원회 위원장&국무총리&제13·15·16대 국회의원&주 미국 대사                          |
| 노태우 정부 | 35대           | 박필수(朴弼秀)                      | 1990년 3월 19일 ~ 1990년 12월 27일  | 경기 경성 (현 서울)        | 한국외대 | 한국외대 교수&전매청장&상공부 통상협력차관보·상역차관보                                                          |
| 노태우 정부 | 36대           | 이봉서(李鳳瑞)                      | 1990년 12월 27일 ~ 1991년 12월 20일 | 경기 경성 (현 서울)        | 서울대 | 동력자원부 차관&동력자원부 장관&한국능률협회장                                                                   |
| 노태우 정부 | 37대           | 한봉수(韓鳳洙)                      | 1991년 12월 20일 ~ 1993년 2월 26일  | 경기 시흥                  | 서울대 | 대통령비서실 경제제1비서관&농림부 기획관리실장&공정거래위원회 위원장                                             |

### 상공부 차관
| 정부        | 대수           | 이름                                | 임기                                | 출신지                   | 출신학교 | 비고 |
| ----------- | -------------- | ----------------------------------- | ----------------------------------- | ------------------------ | --- | --- |
| 제 1 공화국 | 초대           | 임문환(任文桓)                      | 1948년 8월 15일 ~ 1948년 10월 3일   | 전북 금산 (현 충남 금산) | 일본 도쿄대 | 보건부 차관&농림부 장관&한국무역협회장                                                                       |
| 제 1 공화국 | 2대            | 김수학(金秀學)                      | 1948년 10월 4일 ~ 1949년 9월 15일   | 전북 고창                | 일본 교토대 | 제2대 국회의원&대한무진금융주식회사 사장                                                                     |
| 제 1 공화국 | 3대            | 한통숙(韓通淑)                      | 1949년 9월 15일 ~ 1950년 5월 22일   | 함남 신흥                | 서울대 | 체신부 장관&제5·6·7대 국회의원&국회 산업분과위원회 위원장                                                    |
| 제 1 공화국 | 4대            | 이병호(李丙虎)                      | 1950년 5월 22일 ~ 1952년 4월 29일   | 황해 금천                | 일본 교토대 | 기획처 예산국장&내무부 차관&상공부 장관                                                                      |
| 제 1 공화국 | 5대            | 함덕용(咸德用)                      | 1952년 4월 30일 ~ 1952년 11월 20일  | 평북 용천                | 일본 후쿠시마대 | 제6대 국회의원                                                                                               |
| 제 1 공화국 | 6대            | 임정규(林禎奎)                      | 1952년 11월 20일 ~ 1953년 10월 20일 | 경남 남해                | 일본 오사카상대 부속상업고등학교                                                                                            | |
| 제 1 공화국 | 7대            | 윤인상(尹仁上)                      | 1953년 10월 20일 ~ 1954년 7월 12일  | 전북 전주                | 일본 도쿄대 | 재무부 차관                                                                                                  |
| 제 1 공화국 | 8대            | 배응도(裵應道)                      | 1954년 7월 12일 ~ 1955년 9월 20일   | 함남 원산                | 일본 센슈대 | 상공부 전기국장                                                                                              |
| 제 1 공화국 | 9대            | 김의창(金義昌)                      | 1955년 9월 22일 ~ 1959년 12월 15일  | 충남 부여                | 서울대 | 충청남도지사&체신부 차관                                                                                     |
| 제 1 공화국 | 10대           | 김치영(金致榮)                      | 1959년 12월 15일 ~ 1960년 6월 3일   | 한양 (현 서울)           | 일본 고베상대 | 전매청장&부흥부 차관&조폐공사 사장                                                                           |
| 제 1 공화국 | 11대           | 나익진(羅翼鎭)                      | 1960년 6월 3일 ~ 1960년 8월 23일    | 전북 김제                | 연세대 | 체신부 차관&산업은행 총재                                                                                    |
| 제 2 공화국 | 12대           | 김재곤(金載坤)                      | 1960년 8월 23일 ~ 1961년 5월 13일   | 경남 마산 (현 경남 창원) | 한국해양대 | 제3·4·5대 국회의원&대한선박화물검수협회장                                                                    |
| 제 2 공화국 | 12대           | 진의종(陳懿鍾)                      | 1960년 8월 30일 ~ 1960년 10월 4일   | 전북 고창                | 서울대 | 상공부 광무국장&보건사회부 장관&국무총리&제8·9·11·12대 국회의원&민주정의당 대표위원                          |
| 제 2 공화국 | 13대           | 박상운(朴商雲)                      | 1960년 10월 4일 ~ 1961년 5월 3일    | 한양 (현 서울)           | 서울대 | 상공부 전기국장                                                                                              |
| 제 2 공화국 | 14대           | 박충훈(朴忠勳)                      | 1961년 5월 3일 ~ 1961년 5월 13일    | 전남 제주 (현 제주 제주) | 서울대 일본 도시샤대 | 상공부 장관&경제부총리&대통령 권한대행&한국무역협회장&한국과학기술연구소 이사장                              |
| 제 2 공화국 | 15대           | 박민기(朴珉基)                      | 1961년 5월 13일 ~ 1961년 5월 18일   | 전남 화순                | 화순보통학교 | 제2·5대 국회의원&민주당 중앙위원                                                                             |
| 제 2 공화국 | 16대           | 박충훈(朴忠勳)                      | 1961년 8월 25일 ~ 1963년 2월 8일    | 전남 제주 (현 제주 제주) | 서울대 일본 도시샤대 | 상공부 장관&경제부총리&대통령 권한대행&한국무역협회장&한국과학기술연구소 이사장                              |
| 제 2 공화국 | 17대           | 김송환(金松煥)                      | 1963년 2월 8일 ~ 1964년 1월 8일     | 평남 덕천                | 일본 교토대 | 서울특별시 부시장&상공부 전기국장·상역국장                                                                   |
| 제 3 공화국 | 17대           | 김송환(金松煥)                      | 1963년 2월 8일 ~ 1964년 1월 8일     | 평남 덕천                | 일본 교토대 | 서울특별시 부시장&상공부 전기국장·상역국장                                                                   |
| 18대        | 김규민(金奎敏) | 1964년 1월 8일 ~ 1964년 6월 12일    | 경기 경성 (현 서울)                 | 일본 니혼대              | 상공부 상역국장 | |
| 19대        | 김정렴(金正濂) | 1964년 6월 12일 ~ 1966년 1월 26일   | 경기 경성 (현 서울)                 | 일본 오이타대            | 대통령비서실장&재무부 장관&상공부 장관&주 일본 대사                                                                         | |
| 20대        | 이철승(李喆承) | 1966년 1월 26일 ~ 1970년 1월 8일    | 경기 경성 (현 서울)                 | 서울대                   | 재무부 사세국장·기획조정관                                                                                                  | |
| 21대        | 김우근(金禹根) | 1970년 1월 8일 ~ 1972년 3월 7일     | 경기 경성 (현 서울)                 | 일본 도쿄대              | 상공부 공업제1국장·상역국장·상역차관보&외환은행장                                                                           | |
| 22대        | 김용환(金龍煥) | 1972년 3월 7일 ~ 1972년 8월 2일     | 충남 보령                           | 서울대                   | 재무부 세정차관보&농림부 농정차관보&재무부 차관&재무부 장관                                                                 | |
| 제 4 공화국 | 23대           | 심의환(沈宜渙)                      | 1972년 8월 3일 ~ 1977년 12월 23일   | 경북 청송                | 경북대 | 상공부 상역·광공차관보&총무처 장관                                                                           |
| 제 4 공화국 | 24대           | 배상욱(裵相稶)                      | 1977년 12월 23일 ~ 1979년 12월 13일 | 경북 칠곡                | 대구대 | 공업단지관리청장&특허청장&상공부 광무국장·공업제1국장&체신부 장관                                            |
| 제 4 공화국 | 25대           | 최창락(崔昌洛)                      | 1979년 12월 30일 ~ 1980년 9월 9일   | 경기 용인                | 서울대 | 대통령비서실 경제수석비서관&통계청장&경제기획원 차관&동력자원부 장관&한국은행 총재                           |
| 제 4 공화국 | 26대           | 김선길(金善吉)                      | 1980년 9월 9일 ~ 1981년 10월 30일   | 충북 충주                | 서울대 | 상공부 통상진흥국장·상역차관보&해양수산부 장관&제15대 국회의원&중소기업은행장&대한증권업회장                 |
| 제 5 공화국 | 26대           | 김선길(金善吉)                      | 1980년 9월 9일 ~ 1981년 10월 30일   | 충북 충주                | 서울대 | 상공부 통상진흥국장·상역차관보&해양수산부 장관&제15대 국회의원&중소기업은행장&대한증권업회장                 |
| 27대        | 금진호(琴震鎬) | 1981년 10월 31일 ~ 1983년 10월 15일 | 경북 영주                           | 서울대                   | 국무총리비서실장&상공부 중소기업국장·섬유공업국장·광무국장·기획관리실장&상공부 장관&제14대 국회의원&국제무역경영연구소 회장 | |
| 28대        | 김기환(金基桓) | 1983년 10월 15일 ~ 1984년 3월 27일  | 경북 의성                           | 미국 그린넬대            | 세종연구소장&한국개발연구원장&대한무역투자진흥공사 이사장&통일경제연구협회 이사장                                           | |
| 29대        | 김세진(金世珍) | 1984년 3월 28일 ~ 1984년 4월 24일   | 평남 평양 (현 평남과 분리)          | 미국 사우스웨스턴대      | 주 뉴욕 총영사&외교안보연구원 연구실장                                                                                      | |
| 30대        | 최호중(崔浩中) | 1984년 4월 25일 ~ 1985년 10월 18일  | 경기 경성 (현 서울)                 | 서울대                   | 외교통상부 장관&통일부총리&주 벨기에 대사&주 말레이시아 대사                                                                | |
| 31대        | 홍성좌(洪性佐) | 1985년 10월 19일 ~ 1988년 3월 4일   | 강원 삼척                           | 서울대                   | 특허청장&상공부 기계공업국장·상역국장·중공업차관보·상역차관보                                                               | |
| 노태우 정부 | 32대           | 허남훈(許南薰)                      | 1988년 3월 5일 ~ 1988년 12월 12일   | 경기 평택                | 서울대 | 대통령비서실 경제비서관&공업진흥청장&상공부 동력개발국장&동력자원부 기획관리실장&환경처 장관&제15대 국회의원 |
| 노태우 정부 | 33대           | 임인택(林寅澤)                      | 1988년 12월 13일 ~ 1990년 12월 27일 | 전남 순천                | 서울대 | 공업진흥청장&상공부 기획관리실장&건설교통부 장관                                                             |
| 노태우 정부 | 34대           | 박용도(朴鎔道)                      | 1990년 12월 28일 ~ 1993년 3월 4일   | 경북 청도                | 서울대 | 공업진흥청장&상공부 섬유국장·기획관리실장·제2차관보                                                          |